# Bisdom Lanusei
Het bisdom Lanusei (Latijn: Dioecesis Oleastrensis; Italiaans: Diocesi di Lanusei) is een op het Italiaanse eiland Sardinië gelegen rooms-katholiek bisdom met zetel in de stad Lanusei. Het bisdom behoort tot de kerkprovincie Cagliari en is, samen met de bisdommen Iglesias en Nuoro, suffragaan aan het aartsbisdom Cagliari.
Het bisdom werd op 8 november 1824 opgericht als bisdom Ogliastra. Op 20 september 1986 werd de zetel van het bisdom verplaatst van Ogliastra naar Lanusei en werd de naam van het bisdom veranderd in bisdom Lanusei.

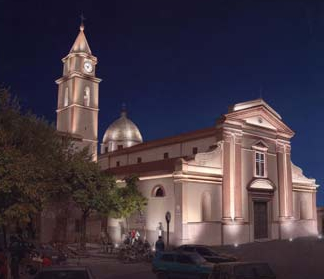
Kathedraal van Lanusei